# Robin Dalton

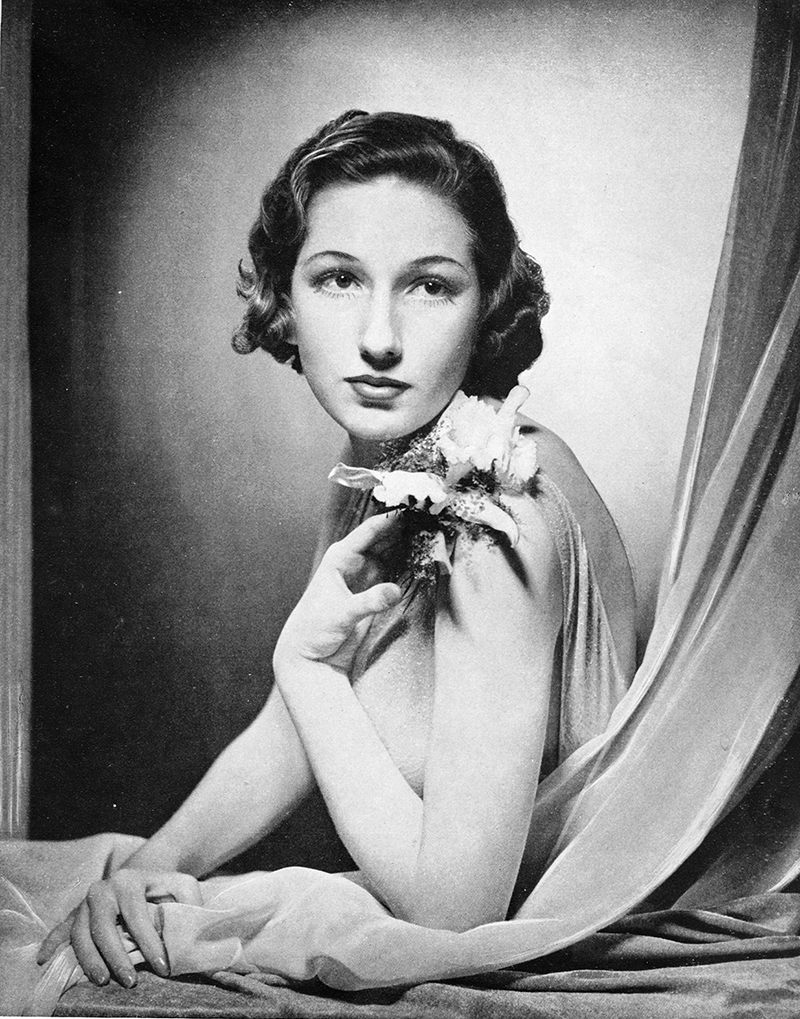
Robin Dalton (1938), fotografiert von Noel Rubie

Robin Dalton AM (* 22. Dezember 1920 in Sydney als Robin Eakin; † 8. Juli 2022) war eine in England wirkende australische Literaturagentin, Filmproduzentin, Autorin und Person des öffentlichen Lebens.

## Leben
Robin Eakin wurde im Dezember 1920 in Sydney als einziges Kind eines Arztes ulster-schottischer Abstammung und einer Mutter von polnisch-jüdischer Herkunft geboren und wuchs nach ulster-schottischer Tradition im presbyterianischen Glauben auf. Bereits mit acht Jahren schrieb sie 1929 einen Roman „über Freundschaften, die ich nie hatte“ – das Buch wurde über 85 Jahre später publiziert. Mit 18 Jahren heiratete sie kurz nach dem Schulabschluss den prominenten Anwalt John Spencer, der sich als gewalttätiger Ehemann entpuppte und sich nach fünf Monaten von ihr scheiden ließ, was er auf ihre angebliche Untreue zurückführte. Die Scheidung wurde eng von australischen Zeitungen begleitet und machte sie erstmals bekannt. Die Jahre des Zweiten Weltkriegs arbeitete sie als Sekretärin einer US-amerikanischen Militäreinheit, bevor sie den britischen Adligen David Mountbatten, 3. Marquess of Milford Haven kennenlernte und mit ihm eine Beziehung einging. Sie folgte ihrem Freund, einem Cousin und engen Freund von Prinz Philip, 1946 ins London der Nachkriegszeit, wo sie in die Kreise der Oberschicht eingeführt wurde. Nach fünf Jahren ging die Beziehung freundschaftlich auseinander.
Im Jahr 1953 heiratete Robin den irischen Mediziner Emmet Dalton, den Sohn des gleichnamigen irischen Militärs. Während der Hochzeitsreise nach Cornwall wurde sie vom thailändischen Prinzen Chula Chakrabongse als Spionin für die thailändische Regierung angeworben, da sie privilegierten Zugang zur Londoner Oberschicht hatte. Offiziell war sie in den nächsten Jahren als Presseattaché an der thailändischen Botschaft angestellt. Das Ehepaar Dalton bekam unterdessen eine Tochter und einen Sohn, doch der gesundheitlich schwache Emmet Dalton verstarb 1957 im Alter von 33 Jahren. Die nun alleinerziehende Mutter zweier Kinder wurde anschließend von ihren diversen Freunden aus der Oberschicht finanziell und materiell unterstützt; die Ehefrau von Prinz Chula übernahm beispielsweise die Kosten für die Schulbildung von Daltons Tochter, der Historiker Steven Runciman jene für die des Sohnes. Nach dem Tod ihres zweiten Ehemannes begann Dalton 1963 eine Beziehung mit dem Drehbuchautor und Schriftsteller William Fairchild, die 1992 in der Hochzeit mündete.
In den nächsten Jahren baute sich Dalton aus dem Nichts ein Dasein als Literaturagentin auf und hatte bald eine Kundenkartei, in der prominente Autoren wie Tennessee Williams, Arthur Miller, Iris Murdoch, Edna O’Brien, John Osborne, Arnold Wesker und Joan Collins zu finden waren. Auch Regisseure wie Peter Weir und Louis Malle gehörten zu ihrem Kundenstamm. Ein Buch einer weiteren bei ihr unter Vertrag stehenden Schriftstellerin, Bernice Rubens, wollte Dalton unbedingt verfilmen, ohne dafür aber einen passenden Filmproduzenten zu finden. Kurzerhand übernahm sie diese Aufgabe selbst, woraus der preisgekrönte Film Madame Sousatzka (1988) entstand. In den nächsten Jahren entstanden weitere Filme unter Daltons Beteiligung als Produzentin, darunter Emmas Krieg (1988), Eine Liebe in Australien (1994) und Oscar und Lucinda (1997). Dalton selbst betätigte sich ebenfalls als Schriftstellerin und veröffentlichte vor allem Autobiografien, darunter Aunts Up The Cross (1965) über ihre Großfamilie, An Incidental Memoir (1998) und ‘Dead’ is a 4-Letter Word: Living Life at 92 (2013). Ihr letztes Buch One Leg Over (2017) wurde als „kürzere Fassung“ von An Incidental Memoir bezeichnet.
Dalton lebte seit 1946 in London und hatte lange Zeit ein Sommerhaus in Biarritz, wo sie sich noch bis ins hohe Alter dem Surfsport widmete. Wenngleich sie den Großteil ihres Lebens in England verbrachte, identifizierte sie sich bis zuletzt als Australierin. Im Jahr 2013 wurde sie für ihre Verdienste um die Filmindustrie zum Member des Order of Australia ernannt. Sie starb Anfang Juli 2022 im Alter von 101 Jahren.

## Publikationen
- Aunts Up the Cross. Anthony Blond, London 1965.
- An Incidental Memoir. Penguin Books, London 1998. ISBN 0-670-88187-2.
- ‘Dead’ is a 4-Letter Word: Living Life at 92. Hampress, London 2013, E-Book. ISBN 978-1-922172-14-3.
- My Relations. Text Publishing, Melbourne 2015. ISBN 978-1-925240-57-3.
- One Leg Over: Having Fun – Mostly – In Peace and War. Text Publishing, Melbourne 2017. ISBN 978-1-925355-94-9.